# Gelis brevis
Gelis brevis là một loài tò vò trong họ Ichneumonidae.